# Campeonato Europeo de Baloncesto Masculino de 1957
La edición X del Campeonato Europeo de Baloncesto se celebró en Bulgaria del 20 de mayo al 30 de junio de 1957. El torneo contó con la participación de 16 selecciones nacionales.
La medalla de oro fue para la selección de la Unión Soviética, la medalla de plata fue para la selección de Bulgaria y la medalla de bronce para la selección de Checoslovaquia.

## Grupos
Los 16 equipos participantes fueron divididos en cuatro grupos de la forma siguiente:
| Grupo A        | Grupo B         | Grupo C          | Grupo D   |
| -------------- | --------------- | ---------------- | --------- |
| Albania        | Austria         | Bulgaria         | Bélgica   |
| Yugoslavia     | Polonia         | Alemania Federal | Finlandia |
| Escocia        | Unión Soviética | Francia          | Rumania   |
| Checoslovaquia | Turquía         | Italia           | Hungría   |

## Primera fase

### Grupo A
| Equipo         | J | G | P | T+  | T-  | DT   | PTS |
| -------------- | - | - | - | --- | --- | ---- | --- |
| Checoslovaquia | 3 | 3 | 0 | 273 | 142 | +131 | 6   |
| Yugoslavia     | 3 | 2 | 1 | 244 | 175 | +69  | 5   |
| Escocia        | 3 | 1 | 2 | 148 | 159 | -111 | 4   |
| Albania        | 3 | 0 | 3 | 136 | 225 | -89  | 3   |

| Fecha    | Partido        | Partido | Partido    | Resultado |
| -------- | -------------- | ------- | ---------- | --------- |
| 20.05.57 | Checoslovaquia | -       | Escocia    | 123-44    |
| 20.05.57 | Albania        | -       | Yugoslavia | 57-89     |
| 21.05.57 | Yugoslavia     | -       | Escocia    | 94-39     |
| 21.05.57 | Checoslovaquia | -       | Albania    | 71-37     |
| 22.05.57 | Escocia        | -       | Albania    | 65-42     |
| 22.05.57 | Checoslovaquia | -       | Yugoslavia | 79-61     |

### Grupo B
| Equipo          | J | G | P | T+  | T-  | DT   | PTS |
| --------------- | - | - | - | --- | --- | ---- | --- |
| Unión Soviética | 3 | 3 | 0 | 270 | 158 | +112 | 6   |
| Polonia         | 3 | 2 | 1 | 188 | 171 | +17  | 5   |
| Turquía         | 3 | 1 | 2 | 179 | 192 | -13  | 4   |
| Austria         | 3 | 0 | 3 | 133 | 249 | -116 | 3   |

| Fecha    | Partido         | Partido | Partido | Resultado |
| -------- | --------------- | ------- | ------- | --------- |
| 20.05.57 | Unión Soviética | -       | Austria | 107-38    |
| 20.05.57 | Polonia         | -       | Turquía | 55-50     |
| 21.05.57 | Turquía         | -       | Austria | 80-57     |
| 21.05.57 | Unión Soviética | -       | Polonia | 83-71     |
| 22.05.57 | Austria         | -       | Polonia | 38-62     |
| 22.05.57 | Unión Soviética | -       | Turquía | 80-49     |

### Grupo C
| Equipo              | J | G | P | T+  | T-  | DT   | PTS |
| ------------------- | - | - | - | --- | --- | ---- | --- |
| Bulgaria            | 3 | 3 | 0 | 239 | 155 | +84  | 6   |
| Francia             | 3 | 2 | 1 | 196 | 165 | +31  | 5   |
| Italia              | 3 | 1 | 2 | 177 | 185 | -8   | 4   |
| Alemania Occidental | 3 | 0 | 3 | 149 | 256 | -107 | 3   |

| Fecha    | Partido  | Partido | Partido             | Resultado |
| -------- | -------- | ------- | ------------------- | --------- |
| 20.05.57 | Bulgaria | -       | Alemania Occidental | 100-58    |
| 20.05.57 | Italia   | -       | Francia             | 59-61     |
| 21.05.57 | Bulgaria | -       | Italia              | 72-45     |
| 21.05.57 | Francia  | -       | Alemania Occidental | 83-39     |
| 22.05.57 | Bulgaria | -       | Francia             | 67-52     |
| 22.05.57 | Italia   | -       | Alemania Occidental | 73-52     |

### Grupo D
| Equipo    | J | G | P | T+  | T-  | DT  | PTS |
| --------- | - | - | - | --- | --- | --- | --- |
| Hungría   | 3 | 3 | 0 | 200 | 154 | +46 | 6   |
| Rumania   | 3 | 2 | 1 | 205 | 183 | +22 | 5   |
| Finlandia | 3 | 1 | 2 | 187 | 207 | -20 | 4   |
| Bélgica   | 3 | 0 | 3 | 169 | 217 | -48 | 3   |

| Fecha    | Partido   | Partido | Partido   | Resultado |
| -------- | --------- | ------- | --------- | --------- |
| 20.05.57 | Hungría   | -       | Rumania   | 66-65     |
| 20.05.57 | Finlandia | -       | Bélgica   | 76-74     |
| 21.05.57 | Hungría   | -       | Finlandia | 50-39     |
| 21.05.57 | Bélgica   | -       | Rumania   | 45-57     |
| 22.05.57 | Rumania   | -       | Finlandia | 83-72     |
| 22.05.57 | Hungría   | -       | Bélgica   | 84-50     |

## Fase final

### Puestos 9 a 16
| Equipo              | J | G | P | T+  | T-  | DT   | PTS |
| ------------------- | - | - | - | --- | --- | ---- | --- |
| Turquía             | 7 | 7 | 0 | 525 | 364 | +161 | 14  |
| Italia              | 7 | 6 | 1 | 500 | 350 | +150 | 13  |
| Finlandia           | 7 | 5 | 2 | 499 | 435 | +64  | 12  |
| Bélgica             | 7 | 4 | 3 | 473 | 461 | +12  | 11  |
| Alemania Occidental | 7 | 3 | 4 | 342 | 364 | -22  | 10  |
| Austria             | 7 | 2 | 5 | 342 | 364 | -22  | 9   |
| Escocia             | 7 | 1 | 6 | 368 | 492 | -124 | 8   |
| Albania             | 7 | 0 | 7 | 340 | 559 | -219 | 7   |

| Fecha    | Partido             | Partido | Partido             | Resultado |
| -------- | ------------------- | ------- | ------------------- | --------- |
| 23.06.57 | Italia              | -       | Bélgica             | 91-50     |
| 23.06.57 | Finlandia           | -       | Alemania Occidental | 61-47     |
| 23.06.57 | Escocia             | -       | Albania             | 69-56     |
| 23.06.57 | Turquía             | -       | Austria             | 59-42     |
| 24.06.57 | Turquía             | -       | Bélgica'            | 83-70     |
| 24.06.57 | Finlandia           | -       | Turquía             | 53-51     |
| 24.06.57 | Alemania Occidental | -       | Albania             | 72-43     |
| 24.06.57 | Escocia             | -       | Italia              | 47-91     |
| 25.06.57 | Alemania Occidental | -       | Italia              | 37-57     |
| 25.06.57 | Turquía             | -       | Escocia             | 100-54    |
| 25.06.57 | Austria             | -       | Bélgica             | 58-70     |
| 25.06.57 | Finlandia           | -       | Albania             | 91-42     |
| 26.06.57 | Finlandia           | -       | Bélgica             | 84-67     |
| 26.06.57 | Austria             | -       | Escocia             | 48-47     |
| 26.06.57 | Albania             | -       | Italia              | 42-82     |
| 26.06.57 | Alemania Occidental | -       | Turquía             | 33-54     |
| 28.06.57 | Finlandia           | -       | Italia              | 87-97     |
| 28.06.57 | Albania             | -       | Turquía             | 64-97     |
| 28.06.57 | Austria             | -       | Alemania Occidental | 55-58     |
| 28.06.57 | Bélgica             | -       | Escocia             | 76-51     |
| 29.06.57 | Turquía             | -       | Italia              | 57-50     |
| 29.06.57 | Bélgica             | -       | Alemania Occidental | 50-46     |
| 29.06.57 | Finlandia           | -       | Escocia             | 72-56     |
| 29.06.57 | Albania             | -       | Austria             | 45-58     |
| 30.06.57 | Finlandia           | -       | Turquía             | 51-75     |
| 30.06.57 | Bélgica             | -       | Albania             | 90-48     |
| 30.06.57 | Italia              | -       | Austria             | 32-30     |
| 30.06.57 | Escocia             | -       | Alemania Occidental | 44-49     |

### Puestos 1 a 8
| Equipo          | J | G | P | T+  | T-  | DT   | PTS |
| --------------- | - | - | - | --- | --- | ---- | --- |
| Unión Soviética | 7 | 7 | 0 | 537 | 409 | +128 | 14  |
| Bulgaria        | 7 | 6 | 1 | 510 | 456 | +54  | 13  |
| Checoslovaquia  | 7 | 5 | 2 | 505 | 458 | +47  | 12  |
| Hungría         | 7 | 4 | 3 | 480 | 433 | +47  | 11  |
| Rumania         | 7 | 3 | 4 | 440 | 462 | -22  | 10  |
| Yugoslavia      | 7 | 2 | 5 | 476 | 584 | -108 | 9   |
| Polonia         | 7 | 1 | 6 | 456 | 518 | -62  | 8   |
| Francia         | 7 | 0 | 7 | 417 | 501 | -84  | 7   |

| Fecha    | Partido         | Partido | Partido         | Resultado |
| -------- | --------------- | ------- | --------------- | --------- |
| 23.06.57 | Francia         | -       | Unión Soviética | 53-83     |
| 23.06.57 | Checoslovaquia  | -       | Hungría         | 65-62     |
| 23.06.57 | Polonia         | -       | Rumania         | 66-70     |
| 23.06.57 | Bulgaria        | -       | Yugoslavia      | 99-76     |
| 24.06.57 | Polonia         | -       | Hungría         | 63-77     |
| 24.06.57 | Francia         | -       | Rumania         | 45-65     |
| 24.06.57 | Unión Soviética | -       | Yugoslavia      | 97-61     |
| 24.06.57 | Bulgaria        | -       | Checoslovaquia  | 82-80     |
| 25.06.57 | Polonia         | -       | Bulgaria        | 69-74     |
| 25.06.57 | Rumania         | -       | Hungría         | 61-76     |
| 25.06.57 | Francia         | -       | Yugoslavia      | 72-75     |
| 25.06.57 | Unión Soviética | -       | Checoslovaquia  | 62-60     |
| 26.06.57 | Yugoslavia      | -       | Checoslovaquia  | 74-95     |
| 26.06.57 | Francia         | -       | Hungría         | 58-81     |
| 26.06.57 | Unión Soviética | -       | Polonia         | 86-64     |
| 26.06.57 | Rumania         | -       | Bulgaria        | 54-67     |
| 28.06.57 | Yugoslavia      | -       | Polonia         | 69-68     |
| 28.06.57 | Rumania         | -       | Unión Soviética | 63-87     |
| 28.06.57 | Francia         | -       | Checoslovaquia  | 62-64     |
| 28.06.57 | Hungría         | -       | Bulgaria        | 52-63     |
| 29.06.57 | Francia         | -       | Bulgaria        | 65-68     |
| 29.06.57 | Checoslovaquia  | -       | Polonia         | 80-61     |
| 29.06.57 | Yugoslavia      | -       | Rumania         | 60-72     |
| 29.06.57 | Hungría         | -       | Unión Soviética | 51-62     |
| 30.06.57 | Hungría         | -       | Yugoslavia      | 81-61     |
| 30.06.57 | Checoslovaquia  | -       | Rumania         | 61-55     |
| 30.06.57 | Francia         | -       | Polonia         | 62-65     |
| 30.06.57 | Bulgaria        | -       | Unión Soviética | 57-60     |

## Medallero
|                 |          |                |
| Unión Soviética | Bulgaria | Checoslovaquia |

## Clasificación final
| 1. - Unión Soviética   |
| 2. - Bulgaria          |
| 3. - Checoslovaquia    |
| 4. - Hungría           |
| 5. - Rumania           |
| 6. - Yugoslavia        |
| 7. - Polonia           |
| 8. - Francia           |
| 9. - Turquía           |
| 10. - Italia           |
| 11. - Finlandia        |
| 12. - Bélgica          |
| 13. - Alemania Federal |
| 14. - Austria          |
| 15. - Escocia          |
| 16. - Albania          |

## Trofeos individuales

### Mejor jugadorMVP
- Jiri Baumruk

## Plantilla de los 4 primeros clasificados
1.Unión Soviética: Viktor Zubkov, Valdis Muiznieks, Maigonis Valdmanis, Guram Minaschvili, Yuri Ozerov, Mikhail Semyonov, Arkadi Bochkarev, Stasys Stonkus, Vladimir Torban, Algirdas Lauritėnas, Mart Laga, Mikhail Studenetski (Entrenador: Stepan Spandarian)
2.Bulgaria: Viktor Radev, Georgi Panov, Ilija Mirchev, Ljubomir Panov, Cvjatko Barchovski, Petko Lazarov, Mikhail Semov, Georgi Kanev, Vladimir Ganchev, Metodi Tomovski, Konstantin Totev, Atanas Pejchinski (Entrenador: Ljudmil Katerinski)
3.Checoslovaquia: Jiri Baumruk, Zdenek Bobrovsky, Miroslav Skerik, Jaroslav Sip, Dusan Lukasik, Zdenek Rylich, Jaroslav Tetiva, Lubomir Kolar, Milan Merkl, Jiri Tetiva, Jaroslav Chocholac, Nikolaj Ordnung (Entrenador: Gustav Hermann)
4.Hungría: Janos Greminger, Laszlo Toth, Tibor Zsiros, Laszlo Banhegyi, Janos Bencze, Janos Simon, Laszlo Gabanyi, Tibor Czinkan, Istvan Sahin-Toth, Ervin Keszey, Zoltan Judik, Pal Borbely, Istvan Liptai (Entrenador: Zoltan Csanyi)